# 李竺禪
 李竺禪，是台灣廣播新聞主播、主持人，1994年8月年進入中廣新聞網擔任主播至今，是中廣資深主播之一（另二位是李雅媛和張慶玲）；目前為晚班時段主播；主持平日12點、14點、17點和19點《整點新聞》。

## 進入中廣
李竺禪回憶，她一直懷有廣播夢。當年由朋友告知中廣新聞網在招募主播；當時在中國經濟通訊社任記者的她決定試試看。面談當天搭計程車赴中廣途中正好聽到時任中廣記者楊菁惠報導的新聞。面談中也被主管問到相關問題，對答如流。面談後主管決定：「這個人常聽新聞網節目 對新聞網十分了解 優先錄取」。從此展開中廣新聞網的主播生涯。

## 學歷
- 美國明尼蘇達大學新聞暨傳播研究所碩士
- 國立中山大學外文系

## 經歷
- 中國經濟通訊社記者（時間不詳~1994.7）
- 中廣新聞網早班時段主播（1994.8~2019.9）[2]、[3]、[4]
- 中廣新聞網兼任記者（1994.8~時間不詳）(財經、國際編譯)

## 曾主持節目
- 《理財天地》（1999.1~時間不詳）
- 《0900整點新聞》（2017.5~2018.6）[5]
- 《1300整點新聞》（2018.8~2020.4）、（2020.4～2021.12）
- 《1600整點新聞》（2019.10~2021.4）[6]、（2022.2~ 2022.3）
- 《新聞早點名》（代班）（2020.1~2020.8）[7]
- 《新聞下午茶》【理財APP】單元2020.4~2021.12（代班）[8]
- 《中廣午餐新聞》（代班)（2021.8~2023.3）[9]
- 《新聞來1點》（代班)（2023.5~2024.3）[10]

## 主持節目和播報時段
- 12點《整點新聞》
- 14點《整點新聞》
- 17點《整點新聞》
- 19點《整點新聞》

### 其他時段
代班《中廣新聞宴》、午、晚班時段整點新聞並兼任該時段主編

## 著作
曾翻譯【培養談判技巧】 ：1999年元月－原著彼得‧伊卡諾密
【從“不”開始邁向成功─將別人的拒絕化為事業成功的契機】：2000年元月－原著亞瑞拉‧潔菲 ；以上皆由中國生產力中心出版。

## 外部連結
- 李竺禪的Facebook專頁